# Pêne Lounque
Pêne Lounque – szczyt górski położony we francuskiej części Pirenejów, w departamencie Pireneje Wysokie, na terenie gminy Campan, na wschód od góry Pic du Midi de Bigorre.